# Earlene Brown
Earlene Brown (geb. Dennis; * 11. Juli 1935 in Laredo, Texas; † Mai 1983 in Compton) war eine US-amerikanische Kugelstoßerin und Diskuswerferin.
Bei den Olympischen Spielen 1956 in Melbourne wurde sie Sechste im Kugelstoßen und Vierte im Diskuswurf. 1959 gewann sie in beiden Disziplinen Gold bei den Panamerikanischen Spielen in Chicago.
Im Jahr darauf errang sie im Kugelstoßen der Olympischen Spiele in Rom mit 16,42 m Bronze hinter Tamara Press aus der Sowjetunion (17,32 m) und der Deutschen Johanna Lüttge (16,61 m). Im Diskuswurf wurde sie Sechste. 
Nach einem zwölften Platz im Kugelstoßen der Olympischen Spiele 1964 in Tokio beendete sie ihre Leichtathletik-Karriere und wurde ein Star in den Roller Games, einer Variante des Roller Derbys.
Achtmal wurde sie US-Meisterin im Kugelstoßen (1956–1962, 1964), dreimal im Diskuswurf (1958, 1959, 1961) und einmal im Baseballwurf (1957). In der Halle holte sie 1958 den nationalen Titel im Kugelstoßen. Im Kugelstoßen stellte sie sieben und im Diskuswurf sechs nationale Rekorde auf, zuletzt mit 16,69 m am 22. September in Frankfurt am Main und mit 53,91 m am 16. Juli 1960 in Abilene.